# لاس فيغاس (مسلسل)
لاس فيغاس (بالإنجليزية: Las Vegas)‏ مسلسل تلفزيوني أمريكي كوميدي جرائمي عرض على قناة هيئة الإذاعة الوطنية من 22 سبتمبر 2003 إلى 15 فبراير 2008 حيث تم تصوير 5 أجزاء بواقع 106 حلقة.

## القصة
تدور أحداث المسلسل حول فريق عمل كازينو الغرير في لاس فيغاس بولاية نيفادا. يقود فريق العمل عميل وكالة المخابرات المركزية السابق (ايد ديلاين) الذي يتابع مجريات العمل في الكازينو ويعمل معه (داني مكوي) الجندي السابقة و(مايك كانون) خريج معهد ماساتشوستس للتقنية ومديرة الكازينو ماري كونيل ومديرة المطعم ديليندا ديلاين وهي أيضا ابنة ايد.

## الشخصيات
| الممثل(ة)     | الشخصية        | عدد الحلقات |
| جوش دوهامل    | داني مكوي      | 106         |
| جيمس ليسور    | مايك كانون     | 106         |
| فانيسا مارسيل | سام ماركيز     | 106         |
| مولي سيمس     | ديليندا ديلاين | 106         |
| جيمس كان      | إد ديلاين      | 88          |
| نيكي كوكس     | ماري كونيل     | 87          |
| ميتش لونغلي   | ميتش ساسين     | 63          |
| مارشا توماسون | نيسا هولت      | 47          |
| شيريل لاد     | جيليان ديلاين  | 28          |
| توم سيليك     | أ. ج. كوبر     | 19          |
| ------------- | -------------- | ----------- |

| السنة | المهرجان                                  | الجائزة                                  | الحاصل عليها            |
| 2004  | مهرجان أسكاب للسينما والتلفزيون والموسيقى | أفضل مسلسل تلفزيوني                      | المسلسل                 |
| 2004  | مهرجان ب.م.إ. للسينما والتلفزيون          | أفضل مقدمة موسيقية                       | تشارلي كلوزر وماك ديفيز |
| 2005  | مهرجان ب.م.إ. للسينما والتلفزيون          | أفضل مقدمة موسيقية                       | تشارلي كلوزر وماك ديفيز |
| 2006  | مهرجان مجتمع المؤثرات المرئية             | أفضل النماذج والمعلقات في مسلسل تلفزيوني | مايكل كوك وآخرون        |
| ----- | ----------------------------------------- | ---------------------------------------- | ----------------------- |

## روابط خارجية
- لاس فيغاس على موقع IMDb (الإنجليزية)
- لاس فيغاس على موقع ميتاكريتيك (الإنجليزية)
- لاس فيغاس على موقع روتن توميتوز (الإنجليزية)
- لاس فيغاس على موقع كينوبويسك (الروسية)
- لاس فيغاس على موقع ألو سيني (الفرنسية)
- لاس فيغاس على موقع قاعدة بيانات الفيلم (الإنجليزية)